# جون إي. ماكورميك
جون إي. ماكورميك (بالإنجليزية: John E. McCormick)‏ هو محامي وقاضي وسياسي أمريكي، ولد في 20 مايو 1924، وتوفي في 26 نوفمبر 2010. حزبياً، نشط في الحزب الديمقراطي. وقد انتخب عضو جمعية ولاية ويسكونسن.